# Ascocarpo
L'ascocarpo o ascoma è il corpo fruttifero dei funghi detti Ascomiceti..

## Descrizione
Durante la riproduzione sessuale, molti Ascomycota formano corpi fruttiferi spesso visibili ad occhio nudo costituiti da ife intrecciate. I corpi fruttiferi sono chiamati ascocarpi o ascoma e a volte sono commestibili, come nel caso dei tartufi.
L'ascocarpo contiene sia ife sterili sia fertili (aschi): queste ultime generano le cellule riproduttive chiamate spore (in questo caso ascospore).  Le strutture riproduttive sono spesso raggruppate insieme in uno strato fertile, l'imenio, che si sviluppa all'interno dell'ascocarpo. Gli aschi possono essere alternati a delle strutture non fertili denominate parafisi, che svolgono una funzione di guida e sostegno durante la liberazione delle ascospore.
Nel caso di Ascomiceti più primitivi, come Taphrina deformans, gli aschi non sono portati su alcun tipo di struttura specializzata, per cui vengono denominati "aschi nudi". 
L'ascocarpo può essere classificato in base alla sua collocazione rispetto al substrato (classificazione non indispensabile dal punto di vista tassonomico) in epigeo, se cresce sul terreno, come le morchelle; ipogeo, se cresce sotto terra come i tartufi.

## Classificazione
In base alla forma e alla posizione dell'imenio, invece, l'ascocarpo può essere classificato nei seguenti tipi:
Apotecio

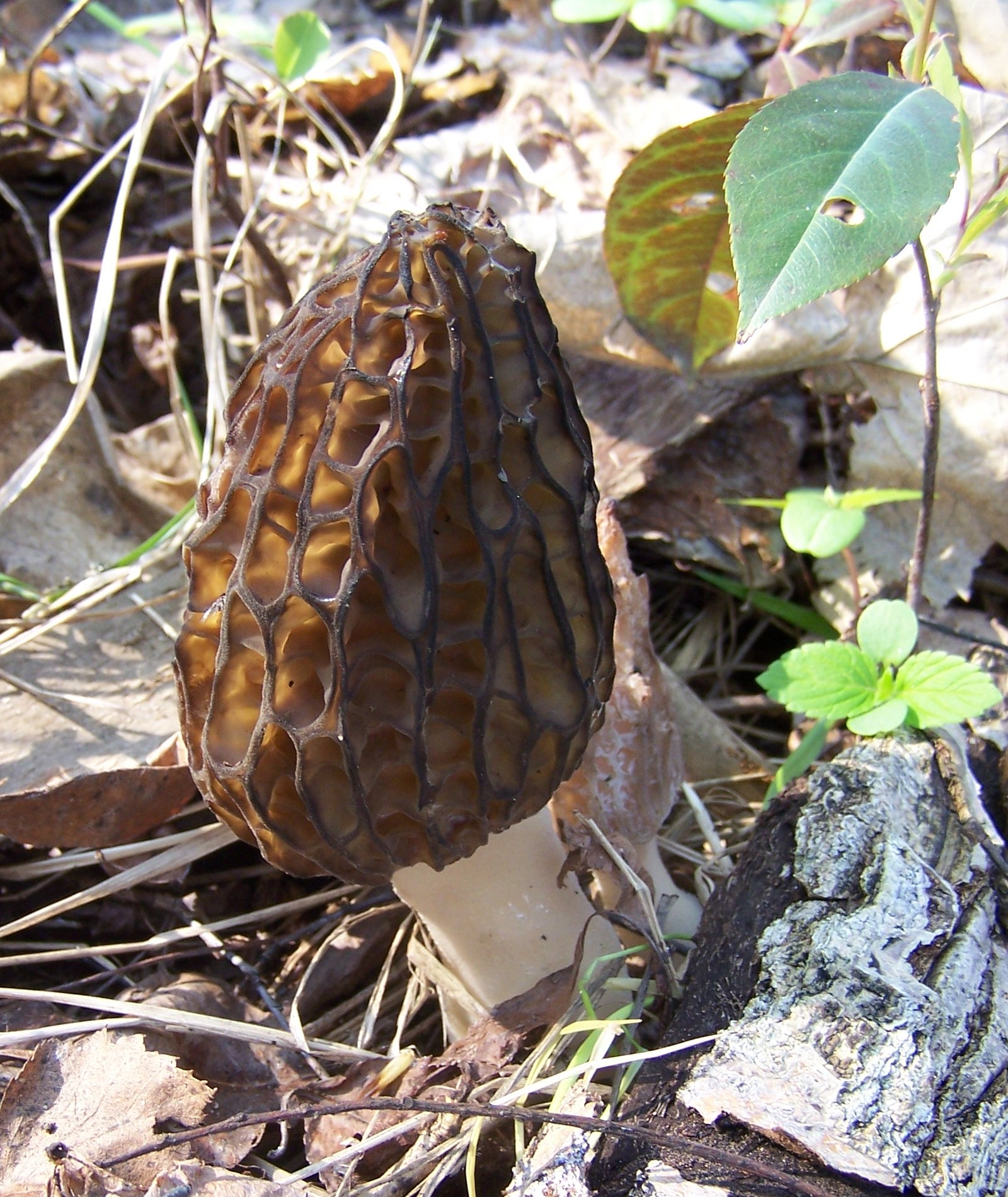
Il corpo fruttifero delle spugnole contiene numerosi apoteci

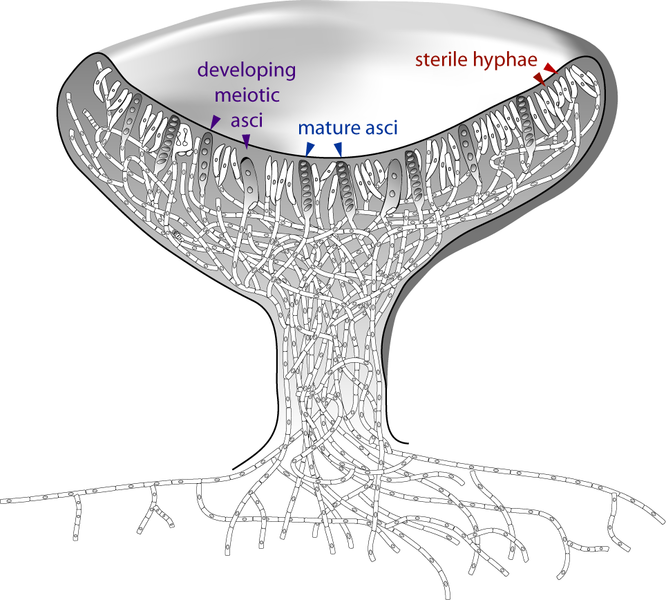
Disegno di un apotecio

Questo ascocarpo è aperto in alto, come una coppa. L'imenio, e di conseguenza gli aschi che lo formano, sono esposti all'aria a maturità. La superficie fertile è libera e questo consente di poter disperdere molte spore simultaneamente.  Hanno apoteci ad esempio Morchella (spugnole), Helvella e Gyromitra. 
Anche molti funghi lichenizzati si riproducono sessualmente mediante apoteci.
Peritecio

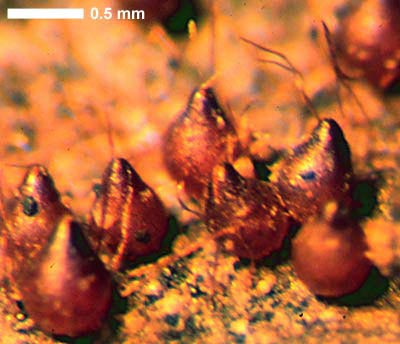
Peritecio di Nectria

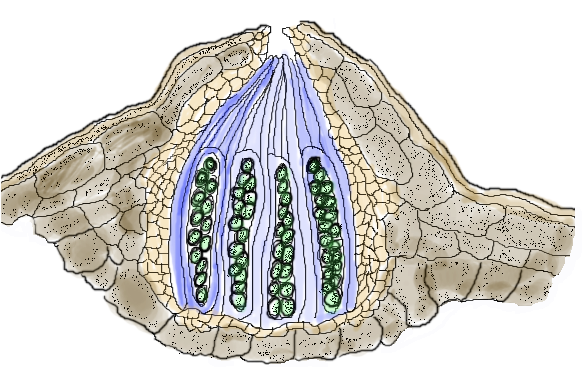
Schema di un peritecio. In verde le spore all'interno degli aschi

È un ascoma caratterizzato da una apertura apicale detta ostiolo, attraverso il quale le ascospore giunte a maturazione vengono rilasciate in sequenza e non simultaneamente. Ha spesso forma di un fiasco o di una sfera. Il peritecio si trova ad esempio in funghi appartenenti ai generi Xylaria e Nectria. In Sordaria fimicola il peritecio dà luogo a un meccanismo di liberazione attiva delle ascospore, grazie al quale queste ultime vengono espulse a notevoli distanze.

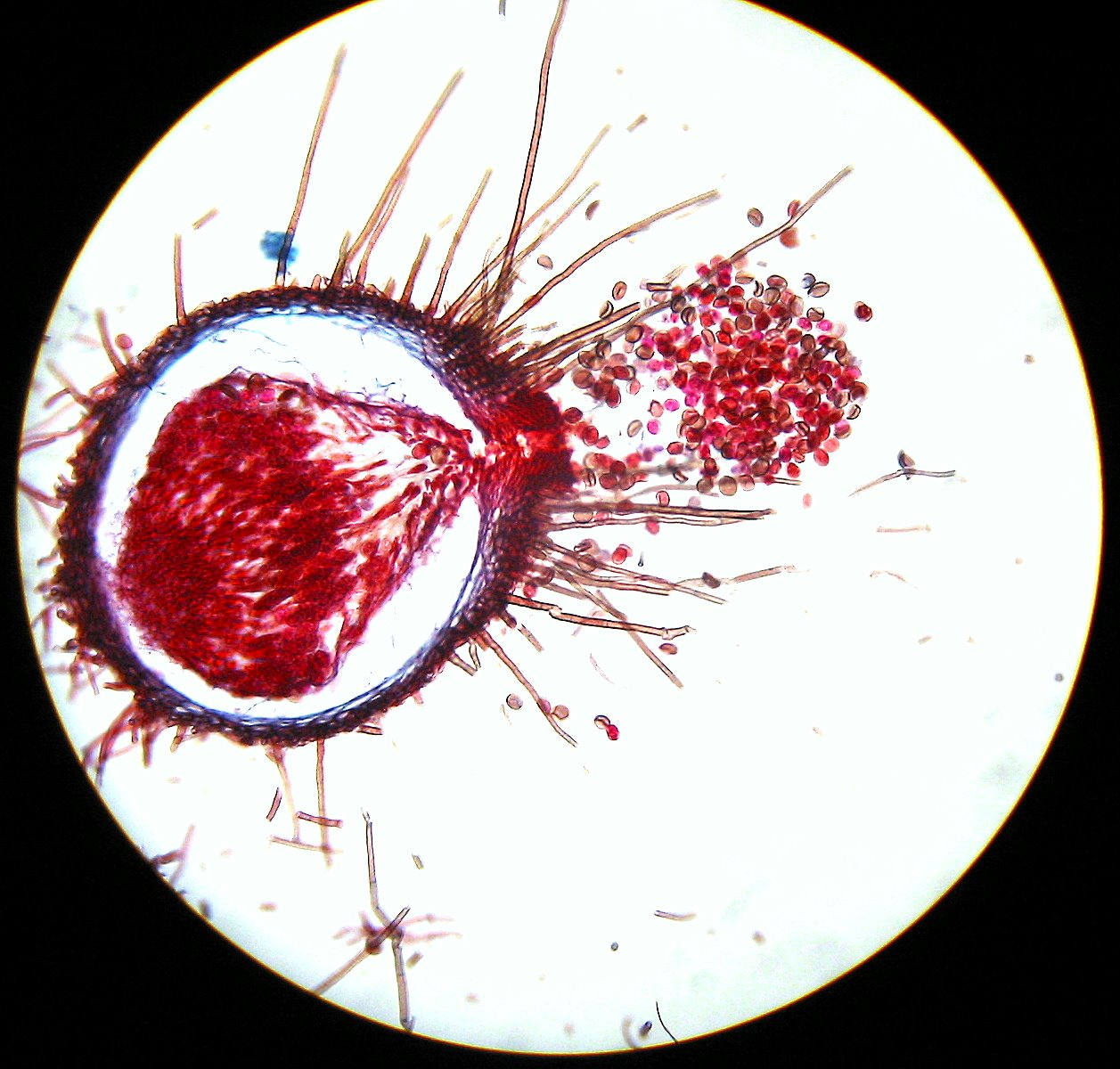
Cleistotecio
In questo caso l'ascocarpo, chiamato anche casmotecio, è completamente chiuso senza alcuna apertura preformata. L'imenio è dunque racchiuso all'interno e in tale maniera le spore non possono essere rilasciate automaticamente. I funghi con cleistoteci hanno dovuto sviluppare strategie alternative per disseminare le loro spore. I tartufi, per esempio, hanno risolto il problema attraendo animali come i cinghiali selvatici che rompono i gustosi ascocarpi e possono spargere le spore su un'ampia area.  I cleistoteci si trovano soprattutto in funghi che hanno poco spazio disponibile per i loro ascocarpi, per esempio quelli che vivono sotto la corteccia degli alberi (detti endofloeici) o sotto terra (detti endogei) come i tartufi. Anche la specie dermatofita Arthroderma forma cleistoteci. Questo tipo di Ascocarpo rappresenta la struttura svernante di agenti patogeni responsabili dell'oidio come Erysiphe necator, Erysiphe corylacearum e Phyllactinia guttata; in seguito alla ripresa vegetativa, i cleistoteci disperdono le ascospore che danno inizio all'infezione primaria.
Pseudotecio
Detto anche ascostroma ed è caratterizzato dal fatto che gli aschi si formano in cavità (loculi) all'interno di tessuto stromatico. Manca l'imenio. Gli aschi presenti in questo corpo fruttifero sono bitunicati, con una doppia parete che si espande quando assorbe acqua e sparano fuori all'improvviso le spore racchiuse per disperderle nell'ambiente.  Specie in cui si può trovare lo pseudotecio sono, ad esempio, l'agente della ticchiolatura del melo (Venturia inaequalis) o la Guignardia aesculi.